# Kościół Świętej Trójcy w Turośni Kościelnej
Kościół pw. Świętej Trójcy w Turośni Kościelnej – rzymskokatolicki kościół parafialny należący do dekanatu Białystok-Nowe Miasto archidiecezji białostockiej.

## Historia
Obecna świątynia w stylu barokowym  została wzniesiona W latach 1778–1783 przez starostę boreckiego, Wiktoryna Zaleskiego. W listopadzie 1783 roku budowla została poświęcona przez proboszcza, księdza Piotra Pawła Wyszyńskiego z upoważnienia biskupa Ignacego Jakuba Massalskiego.
Za małe wnętrze świątyni parafialnej zostało powiększone już w połowie XIX wieku poprzez wybicie ściany dzielącej nawę i kruchtę. Okazało się jednak, że jest potrzebna dalsza rozbudowa. W latach 1879–1882, w czasie urzędowania proboszcza, księdza Adolfa Korkucia świątynia parafialna została powiększona o dwie nawy boczne, kruchtę oraz drewnianą wieżę. 

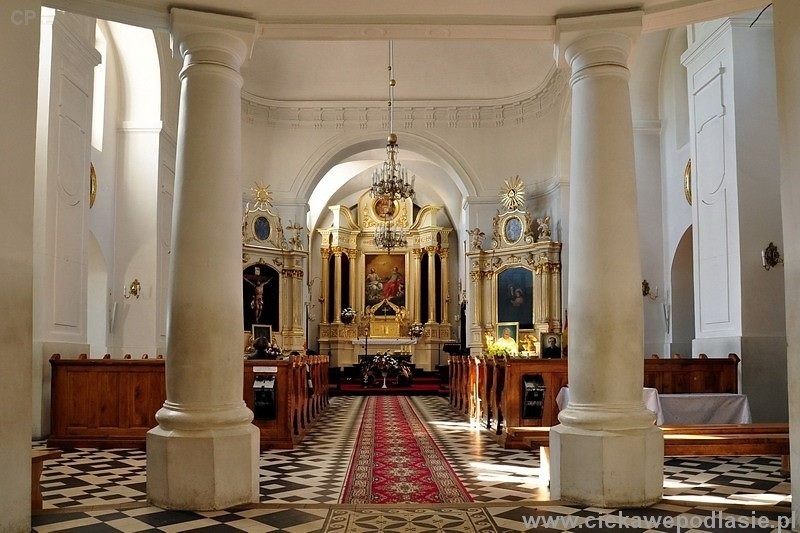
Wnętrze kościoła

W 1932 roku wnętrze świątyni zostało odremontowane, została wykonana polichromia w prezbiterium oraz zostały pozłocone i posrebrzone elementy wyposażenia. Prace te były przygotowaniem świątyni do konsekracji, która odbyła się w dniu 30 sierpnia 1933 roku i dokonał jej arcybiskup Romuald Jałbrzykowski. 
Od 1991 roku proboszcz parafii, ks. Eugeniusz Bida, prowadził kompleksowe prace remontowe i konserwatorskie we wnętrzu świątyni, dzięki którym m.in. została przywrócona pierwotna forma ołtarzy. W czasie prac w 1992 roku w posadzce pod ołtarzem nawy bocznej zostało odkryte marmurowe epitafium Przecława Monwida Irzykowicza (zmarłego w 1616 roku).